# Ioánnis Kasoulídis
Ioánnis Kasoulídis (également transcript Casoulides ou Kasoulides en anglais), né le 10 août 1948 à Nicosie, est un homme politique chypriote. Membre du Rassemblement démocrate (DISY), il est ministre des Affaires étrangères de 2013 à 2018 et de 2022 à 2023.

## Biographie

### Formation
Il étudie la médecine à l'université de Lyon (Lyon-I) et se spécialise en gériatrie à Londres.

### Vie politique
Il est ministre des Affaires étrangères du gouvernement de Gláfkos Klirídis de 1997 à 2003, et de Níkos Anastasiádis entre 2013 et 2018, et du 11 janvier 2022 au 28 février 2023.
En juin 2004, il est élu député européen. Il est à la tête des députés élus à Chypre et membre du bureau du PPE.
Lors du premier tour de l'élection présidentielle du 17 février 2008, il arrive en tête avec 980 voix d'avance sur le communiste Dimítris Khristófias, face à qui il perd au second tour une semaine plus tard, avec 46,6 % des voix.